# Летояни
Летоя̀ни (на италиански: Letojanni; на сицилиански: Lotjanni, Лотяни) е малко морско курортно градче и община в Южна Италия, провинция Месина, автономен регион и остров Сицилия. Разположено е на брега на Йонийско море, на месинския пролив. Населението на общината е 2795 души (към 2011 г.).